# Petrus Johannes Witteman

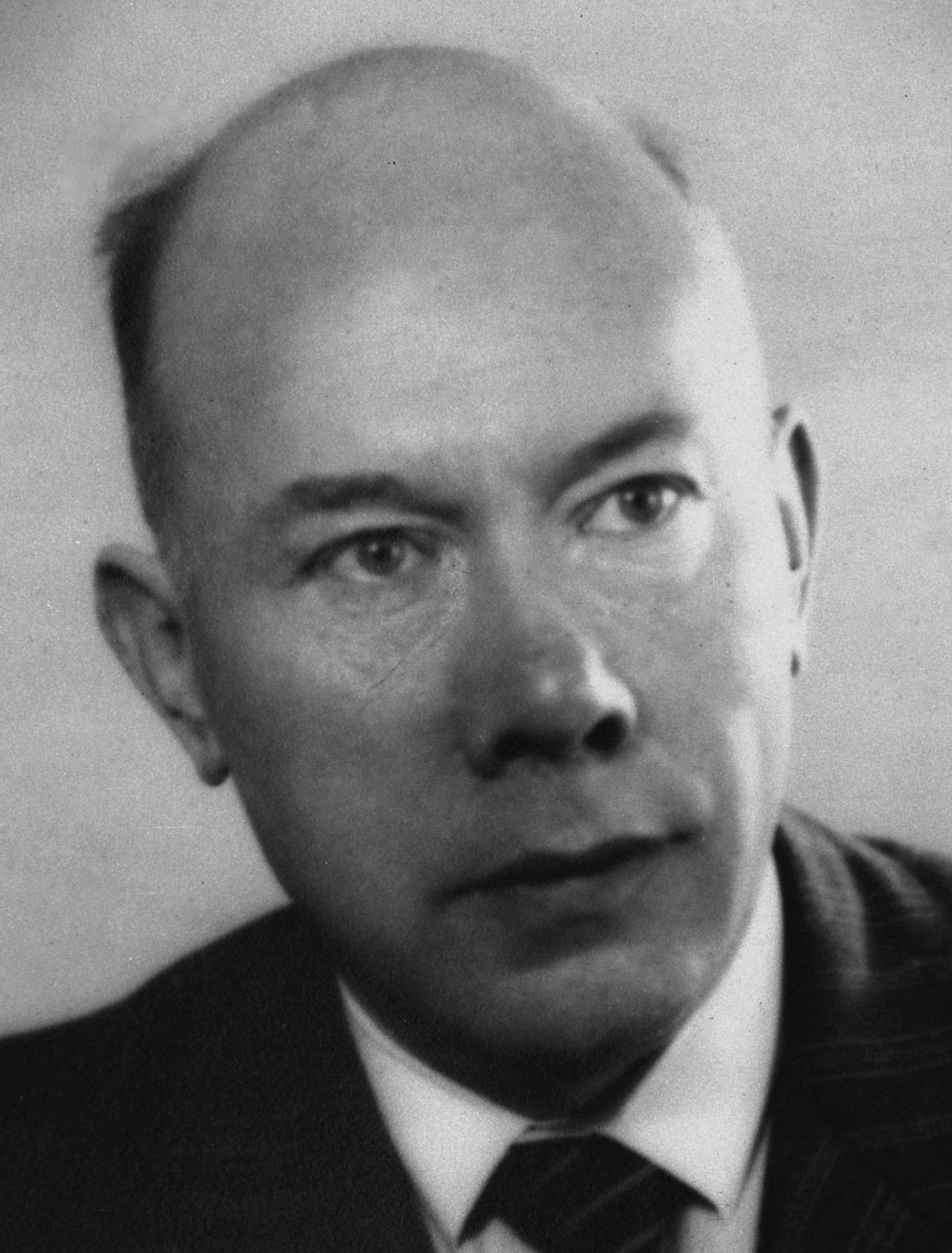
Petrus Johannes Witteman (1947)

Petrus „Piet“ Johannes Witteman (* 26. Februar 1892 in Nieuwendam, Amsterdam-Noord, Amsterdam; † 28. September 1972 in Haarlem, Provinz Noord-Holland) war ein niederländischer Rechtsanwalt und Politiker der Römisch-Katholischen Staatspartei RKSP (Roomsch-Katholieke Staatspartij) sowie der 1945 daraus hervorgegangenen Katholischen Volkspartei KVP (Katholieke Volkspartij), der unter anderem 1945 kommissarischer Parteivorsitzender der neu gegründeten KVP, Mitglied der Ersten Kammer der Generalstaaten (Eerste Kamer der Staten-Generaal) sowie zwischen 1947 und 1948 Innenminister im ersten Kabinett Beel war. Als Innenminister erließ unter anderem eine Notstandsordnung für die kommunalen Finanzen.

## Leben

### Rechtsanwalt, Mitglied der Ersten Kammer und Innenminister
Petrus „Piet“ Johannes Witteman absolvierte nach dem Schulbesuch ein Studium der Rechtswissenschaften und Politikwissenschaften an der Universiteit van Amsterdam, wo er seine Promotion in Politikwissenschaft bei Paul Scholten abschloss. Im Anschluss war er als Rechtsanwalt in Amsterdam tätig. Er engagierte sich zunächst in der Römisch-Katholischen Staatspartei RKSP (Roomsch-Katholieke Staatspartij) und befand sich während der deutschen Besatzung der Niederlande zwischen 1942 und 1943 im Internierungslager in Sint-Michielsgestel.
Nach Kriegsende wurde er am 20. November 1945 erstmals Mitglied der Ersten Kammer der Generalstaaten (Eerste Kamer der Staten-Generaal), des Oberhauses des Parlaments der Niederlande (Generalstaaten), und gehörte dieser bis zum 23. Juli 1946 an. Am 22. Dezember 1945 wurde er Mitglied und kommissarischer Parteivorsitzender der aus der RKSP hervorgegangenen Katholischen Volkspartei KVP (Katholieke Volkspartij). Am 11. September 1947 wurde er durch königlichen Erlass zum Innenminister ernannt und am 15. September 1947 als Nachfolger von Ministerpräsident Louis Beel als Innenminister (Minister van Binnenlandse Zaken) in dessen erstem Kabinett vereidigt. Er bekleidete dieses Ministeramt bis zum Ende der Amtszeit des Kabinetts am 7. August 1948. 1948 entwarf er zusammen mit Finanzminister Piet Lieftinck das Kommunale Finanznotversorgungsgesetz ( Wet Noodvoorziening Gemeentefinancië). Dieses sah vor, dass die Gemeinden Einnahmen aus ihrem eigenen Gemeindesteuergebiet, Leistungen aus dem Gemeindefonds für Löhne, für Bildung und Armenfürsorge, eine allgemeine Leistung pro Einwohner und besondere Leistungen für bedürftige Gemeinden erhalten konnten. 1948 wurde eine Änderung des Provinzgesetzes (Provinciale Wet) und des Gemeindegesetzes (Gemeentewet) vorgenommen, die eine vorläufige Entlassung von Abgeordneten und Beigeordneten (Wehthouder) ermöglichte. Grund dafür war die Weigerung der Ratsherren der Kommunistischen Partei CPN (Communistische Partij van Nederland) in Amsterdam, zurückzutreten.
Während seiner Amtszeit als Innenminister erfolgte unter anderem 1948 die Ernennung von Guus de Casembroot zum Kommissar der Königin in der Provinz Zeeland. Nach seinem Ausscheiden aus der Regierung ließ er sich im August 1948 als Rechtsanwalt und Anklagevertreter in Overveen nieder.

### Wiederwahl in die Zweite Kammer und Richter

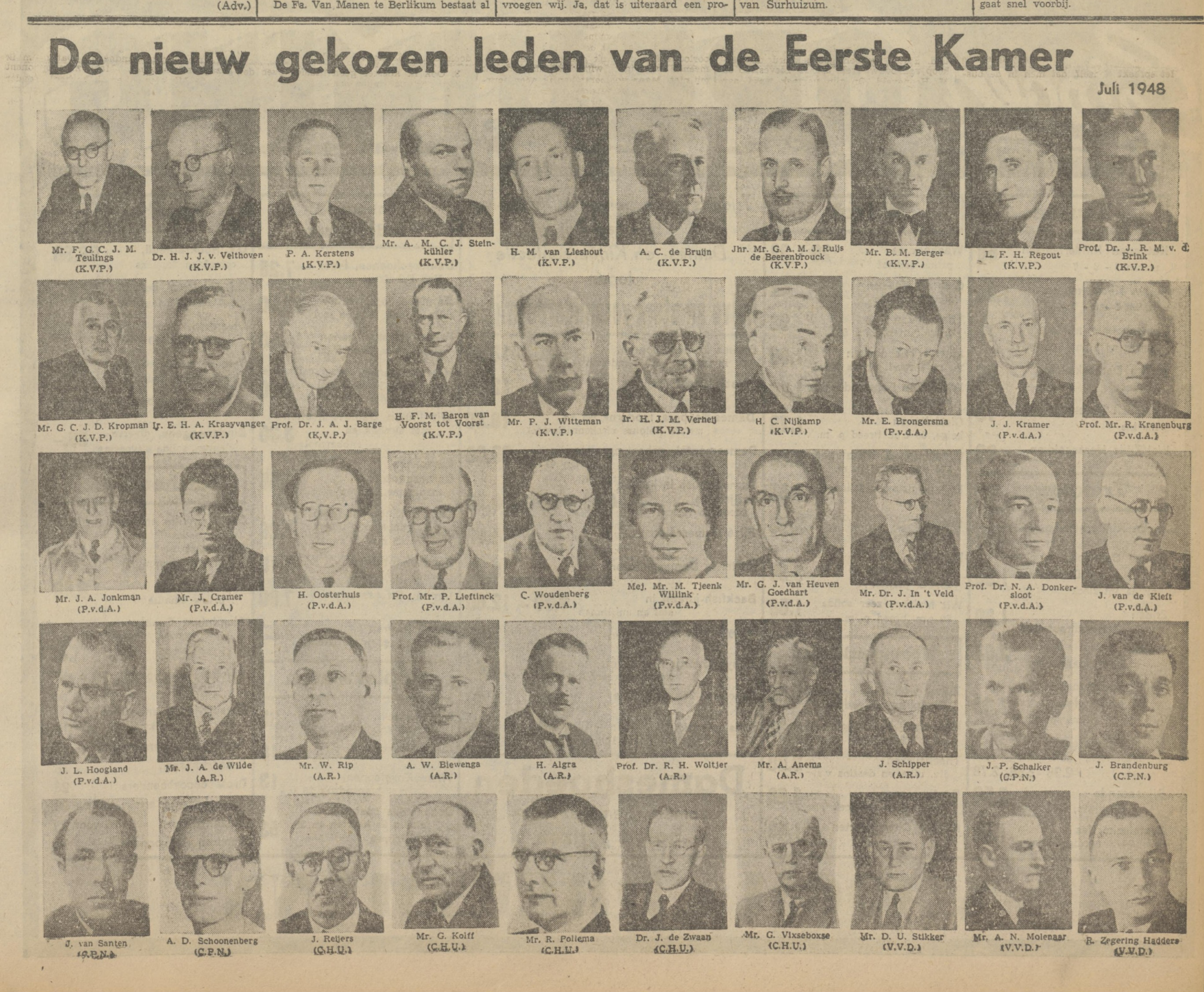
Witteman (2. Reihe, 5. v.l.) mit den 1948 gewählten Mitgliedern der Ersten Kammer der Generalstaaten.

Am 25. August 1948 wurde Witteman für die KVP abermals Mitglied der Ersten Kammer der Generalstaaten und gehörte dieser fast fünfzehn Jahre lang bis zum 5. Juni 1963 an, wobei er 1948, 1952, 1955 und 1956 von Gruppe III gewählt wurde, zu der die Provinz Noord-Holland und Provinz Friesland gehörten. Er war unter anderem Sprecher für Justiz, Inneres und Kunst der KVP-Fraktion und sprach unter anderem zum Entwurf zum Gesetz zur Beseitigung der Geschäftsunfähigkeit von Frauen (Wet over opheffing van de handelingsonbekwaamheid van de vrouw). 1948 war er maßgeblich an der Verwirklichung der Teilreform der Verfassung der Niederlande beteiligt, mit der die Positionen von Staatssekretären eingeführt wurden. Zum Ende seiner Parlamentszugehörigkeit war er von November 1961 bis Dezember 1961 sowie erneut zwischen November 1962 und Dezember 1962 Vorsitzender des Ausschusses der Berichterstatter für den Justizhaushalt 1962 sowie 1963. In der Ersten Kammer saß er in der ersten Reihe gegenüber der Pressetribüne auf einer Bank mit dem ehemaligen Ministerpräsidenten Willem Schermerhorn, mit dem nach freundschaftlichem Geplauder nachmittags eine Weile Pause zu machen pflegte.
Er war zugleich vom 1. Januar 1958 bis zum 1. März 1962 stellvertretender Richter (Raadsheer-plaatsvervanger) am Berufungsgericht (Gerechtshof) Amsterdam. Zuletzt war er zwischen Juni 1966 und seinem Tode im September 1972 Berater der Chefredaktion der Tageszeitung De Tijd und engagierte sich des Weiteren als Mitglied der Beschwerdekammer für Auftragnehmer.
Seine Frau war eine Schwester des Komponisten Hendrik Andriessen, des Pianisten Willem Andriessen und des Bildhauers Mari Andriessen, wodurch er sich auch in Künstlerkreisen bestens auskannte. Er war der Vater des Journalisten und VARA-Fernsehmoderators Paul Witteman.